# José Carlos Ramírez Suárez
José Carlos Ramírez Suárez (Paradas, provincia de Sevilla, 10 de mayo de 1996) es un futbolista español que juega como defensa en el R. C. Recreativo de Huelva de la Segunda Federación.

## Trayectoria
Formado en las categorías inferiores del Real Betis Balompié, en la temporada 2016-17 debutó con el primer equipo. La siguiente campaña fue cedido al Lorca F. C. y, tras jugar cuatro partidos, el 31 de enero de 2018 se marchó al C. D. Lugo.
En agosto de 2020 se comprometió con la A. D. Alcorcón por dos años. En el segundo de ellos el equipo bajó a Primera División RFEF y se marchó al San Fernando C. D. para la temporada 2022-23. En este equipo estuvo un par de campañas, en las que jugó 66 partidos en dicha categoría, y en julio de 2024 fichó por el Zamora C. F. En el único año que estuvo allí fue titular habitual y participó en 37 encuentros en los que anotó tres tantos y dio dos asistencias.
El 25 de junio de 2025 pasó a formar parte de la plantilla del R. C. Recreativo de Huelva que iba a competir en la Segunda Federación.

## Clubes
| Club                       | País   | Año       |
| -------------------------- | ------ | --------- |
| Betis Deportivo Balompié   | España | 2014-2018 |
| Lorca F. C. (cedido)       | España | 2017-2018 |
| C. D. Lugo (cedido)        | España | 2018      |
| C. D. Lugo                 | España | 2018-2020 |
| A. D. Alcorcón             | España | 2020-2022 |
| San Fernando C. D.         | España | 2022-2024 |
| Zamora C. F.               | España | 2024-2025 |
| R. C. Recreativo de Huelva | España | 2025-     |